# Facelina agari
Facelina agari is een slakkensoort uit de familie van de Facelinidae. De wetenschappelijke naam van de soort is voor het eerst geldig gepubliceerd in 1910 door Smallwood.